# Українські поети-романтики

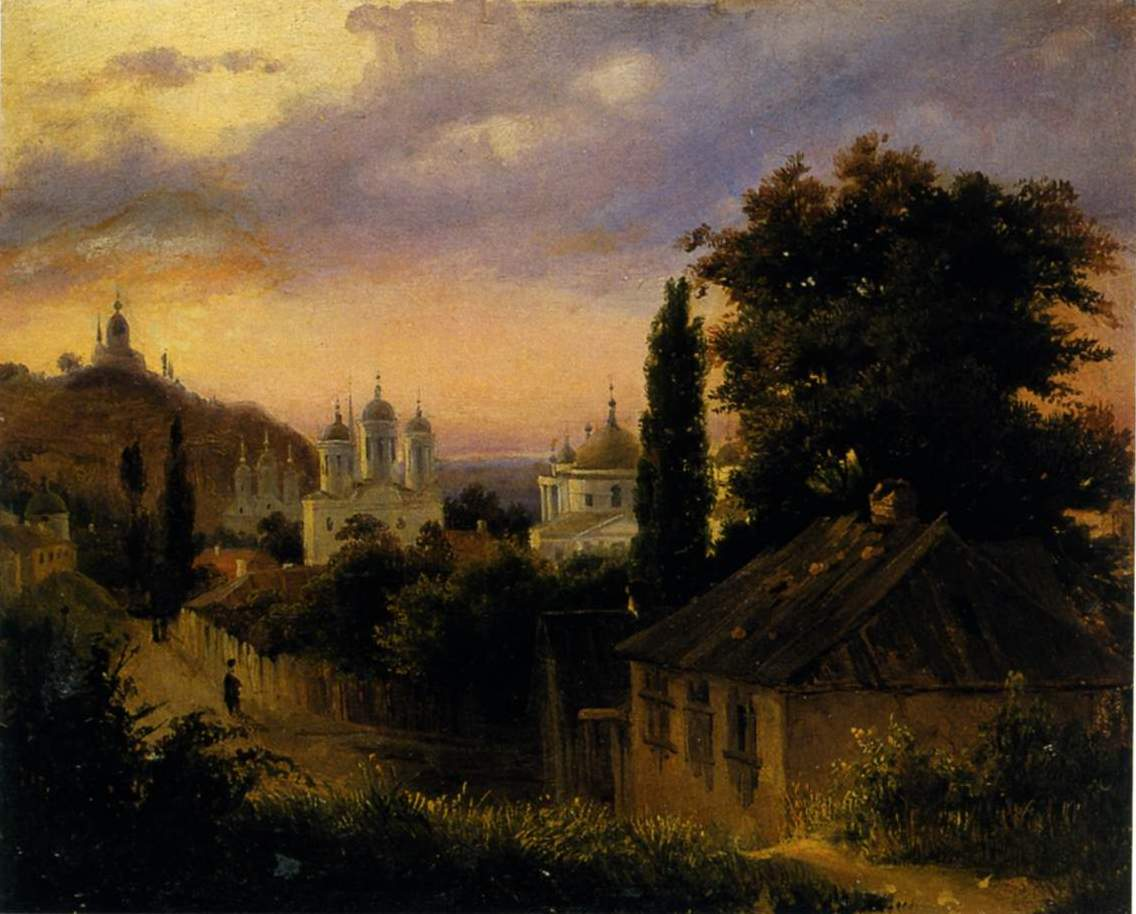
Василь Штернберг. Краєвид Подола в Києві. 1837 рік

Українські поети-романтики — автори, які писали поетичні твори українською мовою, та мистецтво котрих повністю або на якомусь етапі було пов'язано з романтизмом. Поети цього напрямку розчаровувались в їхній сучасній дійсності й не сприймали її як такою. Вони мистецько конфліктували з нею зі спробою втечі в ідеальний світ, який створений поетичною уявою, відстоювали самоцінність людини, культ сильного та вольової особистості. Поети-романтики розчаровувались в раціоналізації світу, намагались пояснити життя та сенс з позицій історизму, національних ознак або народності з використанням фольклору.
Для поетів-романтиків Україна — це духовне серце слов'янського світу. Вони звеличують ідеалізацію козацького минулого та образа козака, який становить втіленням духу свободи та непокори. За стильовою течією український романтизм поділяється на революційно-прогресивний та консервативно-пасивний.
Український романтизм як явище зароджується у 1827 році, а завершується у 1860-тих роках. В ознаках українського романтизму притаманність співіснування з бурлеском та історизмом. Список складено за виданнями антологій «Українські поети-романтики» (1987, упорядник Микола Гончарук) та «Українські поети-романтики 20-40-х років XIX ст.» (1967, упорядники Борис Деркач та Степан Крижанівський) з уточненням даних «Літературознавчої енциклопедії».

## Угрупування
Харківська школа романтиків — харківське літературне угруповання українських молодих поетів — професорів і студентів Харківського університету у 1820–1840-х роках.
Головні представники Харківської школи романтиків: Ізмаїл Срезневський, Амвросій Метлинський, Микола Костомаров, Левко Боровиковський, Михайло Петренко, Іван Росковшенко, Опанас Шпигоцький, Олександр Корсун, Яків Щоголів.
Діяльність гурту поетів пов'язана з пробудженням національної свідомості, наслідком чого виникло зацікавлення народною творчістю. Збираючи, видаючи та й самі наслідуючи її, харківські романтики розробляли тематику власної творчості на основі народних пісень, переказів, легенд, вдавалися до історичних мотивів.
Руська трійця — галицьке літературне угруповання, очолюване Маркіяном Шашкевичем, Яковом Головацьким та Іваном Вагилевичем, що з кінця 1820-х років розпочало на західноукраїнських землях національно-культурне відродження. Існувало з 1833 по 1837 рік.
Члени «Руської трійці» «ходили в народ», записували народні пісні, оповіді, приказки та вислови. Гуртківці бачили свою мету в збиранні фольклору, поширенні освіти, доступних науково-популярних праць, написанні та виданні близьких народові творів. Усе це робилося задля високої ідеї національного відродження в Галичині. Цікаву подорож Галичиною та Буковиною здійснив Яків Головацький. Закарпаттям подорожував Іван Вагилевич, який проводив агітаційну роботу серед селян, закликаючи їх боротися за свої права.

## Перелік авторів
| Зображення | Повне ім'я                                  | Опис                                              | Угрупування                 | Твори у вікіджерелах      |
| ---------- | ------------------------------------------- | ------------------------------------------------- | --------------------------- | ------------------------- |
|            | Олександр Афанасьєв-Чужбинський (1816—1876) | поет, мандрівник, науковець шляхетного походження | Харківська школа романтиків |                           |
|            | Осип Бодянський (1808—1877)                 | поет, науковець                                   |                             |                           |
|            | Левко Боровиковський (1806—1889)            | поет                                              | Харківська школа романтиків |                           |
|            | Іван Бєцький (1818—1890)                    | поет, мандрівник                                  | Харківська школа романтиків |                           |
|            | Іван Вагилевич (1811—1866)                  | поет, священник, мандрівник                       | Руська трійця               | :s: Автор: Іван Вагилевич |
|            | Яків Головацький (1814—1888)                | поет, священник, науковець, мандрівник            | Руська трійця               |                           |
|            | Євген Гребінка (1812—1848)                  | поет                                              |                             |                           |
|            | Петро Гулак-Артемовський (1790—1865)        | поет, шляхетного походження                       |                             |                           |
|            | Іван Гушалевич (1823—1903)                  | поет, священник                                   |                             |                           |
|            | Олександр Духнович (1803—1865)              | поет, священник                                   |                             |                           |
|            | Віктор Забіла (1808—1869)                   | поет шляхетного походження                        |                             |                           |
|            | Григорій Ількевич (1803—1841)               | поет, мандрівник                                  | Руська трійця               |                           |
|            | Олександр Корсун (1818—1891)                | поет, науковець шляхетного походження             | Харківська школа романтиків |                           |
|            | Микола Костомаров (1817—1885)               | поет, науковець шляхетного походження             |                             |                           |
|            | Пантелеймон Куліш (1819—1897)               | поет, науковець, художник шляхетного походження   |                             |                           |
|            | Михайло Макаровський (1783—1846)            | поет, священник                                   |                             |                           |
|            | Михайло Максимович (1804—1873)              | поет, науковець                                   |                             |                           |
|            | Микола Маркевич (1804—1860)                 | поет, науковець, композитор шляхетного походження |                             |                           |
|            | Амвросій Метлинський (1814—1870)            | поет, науковець шляхетного походження             | Харківська школа романтиків |                           |
|            | Антін Могильницький (1811—1873)             | поет, священник шляхетного походження             |                             |                           |
|            | Пилип Морачевський (1806—1879)              | поет, науковець шляхетного походження             | Харківська школа романтиків |                           |
|            | Тимко Падура (1801—1871)                    | поет, композитор                                  |                             |                           |
|            | Михайло Петренко (1817—1862)                | поет шляхетного походження                        | Харківська школа романтиків |                           |
|            | Степан Писаревський (1780—1839)             | поет, священник                                   | Харківська школа романтиків |                           |
|            | Іван Росковшенко (1809—1889)                | поет шляхетного походження                        | Харківська школа романтиків |                           |
|            | Ізмаїл Срезневський (1812—1880)             | поет, науковець                                   | Харківська школа романтиків |                           |
|            | Микола Устиянович (1811—1885)               | поет, священник                                   |                             |                           |
|            | Павло Чубинський (1839—1884)                | поет, науковець шляхетного походження             |                             |                           |
|            | Маркіян Шашкевич (1811—1843)                | поет, священник, мандрівник                       | Руська трійця               |                           |
|            | Тарас Шевченко (1814—1861)                  | поет, художник                                    |                             |                           |
|            | Опанас Шпигоцький (1809—1889)               | поет шляхетного походження                        | Харківська школа романтиків |                           |
|            | Яків Щоголів (1824—1898)                    | поет шляхетного походження                        | Харківська школа романтиків |                           |